# جولیان گری
جولیان گری (انگلیسی: Julian Gray؛ زادهٔ ۲۱ سپتامبر ۱۹۷۹) یک بازیکن فوتبال اهل بریتانیا است.